# بریستول مرکوری
بریستول مرکوری (به انگلیسی: Bristol Mercury) یک هواگرد ساختِ کارخانهٔ بریستول ایروپلین در کشور بریتانیا است.